# Pupi Avati

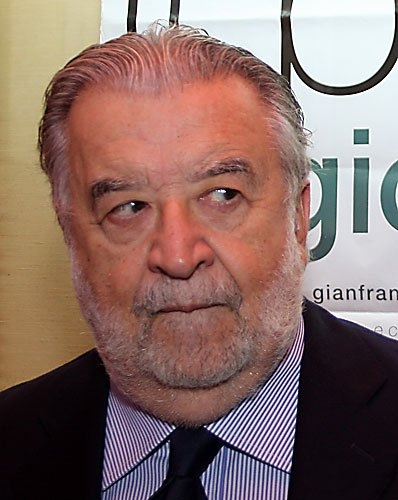
Pupi Avati (2008)

Pupi Avati (* 3. November 1938 in Bologna; eigentlich Giuseppe Avati) ist ein italienischer Regisseur, Drehbuchautor und Filmproduzent.

## Leben
Avati begann in seiner Jugendzeit, Musik zu machen; er spielte Klarinette bei der Dixie Criminal Jazz Band und ab 1957 mit der Reno Dixieland Band. Etliche Auftritte in Radioprogrammen standen neben zahlreichen Liveauftritten, bei denen er auch Lucio Dalla kennenlernte, mit dem er 1965 das Musical Ma è poi esistito Louis Procope schrieb und aufführte.
Seinen Lebensunterhalt verdiente Avati, der in Bologna Politische Wissenschaften studiert hatte, ohne allerdings das Studium abzuschließen, als Arbeiter in einer Firma für Gefrierprodukte. 1968 konnte er durch seine Kontakte zur Filmindustrie seinen ersten Film drehen und war in den Folgejahren zunächst für einige ungewöhnliche Genrefilme verantwortlich. Sein späteres Werk reicht von der Komödie über den biographischen Bix (über Bix Beiderbecke) bis zu actionreichen Filmen. Dabei entzieht sich sein eigenartiger Stil oftmals der Kategorisierung. Er gehört zu den wenigen italienischen Filmemachern, die bis ins erste Jahrzehnt des neuen Jahrtausends regelmäßig Kinofilme drehten. Diese wurden oftmals von Avatis Bruder Antonio (* 1943) produziert. Sein Stammcutter ist Amedeo Salfa.

## Auszeichnungen
Es handelt sich hier um eine Auswahl, der auf IMDb genannten Auszeichnungen.
- 1979: Semana Internacional de Cine de Valladolid; Goldene Ähre für Le strelle nel fosso
- 1983: International Istanbul Film Festival; Sonderpreis der Jury für Wir Drei
- 1998: Bucheon International Fantastic Film Festival; Sonderpreis der Jury für L'arcano incantatore
- 2002: David di Donatello; Beste Regie (für Il cuore altrove)
- 2006: Globo d’oro; Beste Regie für La seconda notte di nozze
- 2008: Internationale Filmfestspiele von Venedig; Little Golden Lion für Il papà di Giovanna
- 2009: Globo d’oro; Beste Komödie für Gli amici del bar Margherita
- 2014: Montreal World Film Festival; Bestes Drehbuch für Un ragazzo d'oro
- 2020: Montreal World Film Festival; Bestes Drehbuch für La via degli angeli
- 2025: David di Donatello für sein Lebenswerk

## Filmografie
- 1968: Balsamus l'uomo di Satana – (Regie)
- 1969: Thomas e gli indemoniati – (Regie, Drehbuch)
- 1974: Il bacio – (Drehbuch)
- 1975: Dracula in Brianza – (Drehbuch)
- 1975: La mazurka del barone, della santa e del fico fiorone – (Regie, Drehbuch)
- 1975: Die 120 Tage von Sodom (Salò o le 120 giornate di Sodoma) – (Drehbuch)
- 1976: Bordella – (Regie, Drehbuch)
- 1976: Das Haus der lachenden Fenster (La casa dalle finestre che ridono) – (Regie, Drehbuch)
- 1976: Die Herrenreiterin (La padrona è servita) – (Drehbuch)
- 1977: Neun Leichen hat die Woche (Tutti defunti… tranne i morti) – (Regie, Drehbuch)
- 1978: Jazz band – (Regie, Drehbuch) – Fernsehfilm
- 1979: Le strelle nel fosso – (Regie, Drehbuch)
- 1980: Cinema – (Regie, Drehbuch) – TV-Serie
- 1980: Macabro – Die Küsse der Jane Baxter (Macabro) – (Drehbuch)
- 1981: Aiutami a sognare – (Regie, Drehbuch, Produktion)
- 1982: Dancing Paradise – (Regie, Drehbuch)
- 1983: Ein Schulausflug (Una gita scolastica) – (Regie, Drehbuch)
- 1983: Zeder – Denn Tote kehren wieder (Zeder) – (Regie, Drehbuch)
- 1984: Freunde und Rivalen (Impiegati) – (Regie, Drehbuch)
- 1984: Wir drei (Noi tre) – (Regie, Drehbuch)
- 1985: Die Abschlußfeier (Festa di laurea) – (Regie, Drehbuch)
- 1986: Hamburger Serenade – (Regie, Drehbuch) – TV-Serie
- 1986: Weihnachtsgeschenk (Regalo di Natale) – (Regie und Drehbuch)
- 1986: Storie Incredibili – (Regie)
- 1987: In letzter Minute (Ultimo minuto) – (Regie, Drehbuch)
- 1987: Sposi – (Regie)
- 1989: Eine Geschichte von Männern und Frauen (Storia di ragazzi e di ragazze) – (Regie, Drehbuch, Produktion)
- 1989: È proibito ballare – (Regie)
- 1991: Bix  - Eine Interpretation der Legende (Bix) – (Regie, Drehbuch, Produktion)
- 1991: Wo die Nacht beginnt (Dove comincia la notte) – (Drehbuch)
- 1991: Fratelli e sorelle – (Regie, Drehbuch)
- 1993: Magnificat – (Regie, Drehbuch)
- 1994: Dichiarazioni d'amore – (Regie, Drehbuch)
- 1994: L'amico d'infanzia – (Regie, Drehbuch)
- 1994: La stanza accanto – (Drehbuch)
- 1995: Voci notturne – (Regie)
- 1996: Festival – (Regie, Drehbuch)
- 1996: Il Sindaco – (Produktion)
- 1996: L'arcano incantatore – (Regie, Drehbuch)
- 1998: Der Trauzeuge meines Mannes (Il testimone dello sposo) – (Regie, Drehbuch)
- 1999: Caro domani – (Produktion) – TV-Serie
- 1999: La prima volta – (Produktion)
- 1999: La via degli angeli – (Regie, Drehbuch)
- 2001: Die Kreuzritter 4 – Das Gewand Jesu (I cavalieri che fecero l'impresa) – (Regie, Drehbuch)
- 2003: Il cuore altrove – (Regie, Drehbuch)
- 2004: La rivincita di Natale – (Regie, Drehbuch)
- 2005: La seconda notte di nozze – (Regie, Drehbuch)
- 2005: Ma quando arrivano le ragazze? – (Regie, Drehbuch)
- 2007: La cena per farli conoscere – (Regie, Drehbuch)
- 2007: Il nascondiglio – (Regie, Drehbuch)
- 2008: Il papà di Giovanna – (Regie, Drehbuch)
- 2008: Gli amici del Bar Margherita – (Regie, Drehbuch)